# Swanti
Die Swanti war ein deutsches Passagierdampfschiff, das vorwiegend im Linienverkehr zwischen Stralsund und der Insel Hiddensee eingesetzt wurde.

## Geschichte
Das Schiff wurde 1924 von der Genossenschaftsreederei Hiddensee mit Sitz in Vitte in Auftrag gegeben, da die bisher eingesetzte Caprivi dem gestiegenen Bedarf zur Fahrgastbeförderung nach Hiddensee nicht mehr gewachsen war. Im März 1925 lief die Swanti auf den Stettiner Oderwerken vom Stapel. Die Indienststellung erfolgte im Mai 1925 auf der Linie Stralsund–Hiddensee. Neben Fahrten nach Sassnitz und verschiedenen anderen Zielhäfen auf Rügen wurde sie auch für Sonderfahrten eingesetzt. Während des Zweiten Weltkriegs blieb die Swanti im Hiddensee-Dienst, um die Versorgung der Inselbewohner zu sichern.
Ab August 1945 wurde das Schiff vom Wasserstraßenamt Stralsund als Tonnenleger eingesetzt. 1948 mussten auf einer Werft in Gager umfangreiche Reparaturarbeiten durchgeführt werden. Ende Mai wurde die Swanti wieder der Genossenschaftsreederei Hiddensee übergeben, die sie wieder auf der bisherigen Strecke einsetzte. Da die Reederei kein Frachtschiff besaß, musste die Swanti auf der Nachmittagstour verstärkt Fracht transportieren. Auf der Volkswerft Stralsund erfolgte 1954 eine Generalüberholung.
Mit der Auflösung des Unternehmens beschloss die Genossenschaftsreederei am 26. September 1959 den Verkauf der Swanti an die Weiße Flotte in Stralsund. Diese übernahm das Schiff zum 1. Januar 1960. In Magdeburg wurden 1962 neue Dampfkessel eingebaut. 1965 erfolgte ein Umbau. Im folgenden Jahr wurde die Swanti in Stralsund aufgelegt. Ein geplanter Umbau zum Motorschiff unterblieb, stattdessen erfolgte 1968 der Abbruch des Schiffes.

## Technik
Die mit 87 BRT vermessene Swanti war 26,1 Meter lang und 5,2 Meter breit. Eine Verbunddampfmaschine mit 160 PS Leistung, die auf eine Schraube wirkte, brachte das Schiff auf 9,5 Knoten. Ursprünglich für 205 Passagiere zugelassen, betrug die zulässige Fahrgastzahl nach dem Umbau 1965 noch 195 Passagiere. Die Besatzung bestand aus fünf Mann.